# I capolavori di Alessandro Cicognini
I capolavori di Alessandro Cicognini è un album di Davide Cavuti pubblicato nel 2014 dall'etichetta MuTeArt..

## Descrizione
L'album è stato presentato il 25 gennaio 2015, in occasione dell'anniversario della nascita del compositore cinematografico Alessandro Cicognini.
Il disco è un omaggio a Cicognini, considerato uno dei padri della musica da film a livello mondiale

## Tracce
1. Ladri di biciclette – 2:44 (Alessandro Cicognini)
2. Ladri di biciclette – 3:48 (testo di Nisa e musica di Alessandro Cicognini interpretato da Antonella Ruggiero)
3. Miracolo a Milano – 2:22 (Alessandro Cicognini)
4. Autumn in Rome – 3:22 (testo di Larici, Sammy Cahn, Paul Weston e musica di Alessandro Cicognini interpretato da Awa Ly)
5. La banda degli onesti – 3:13 (Alessandro Cicognini)
6. Don Camillo – 3:25 (Alessandro Cicognini interpretato da Antonella Ruggiero)
7. Totò, Peppino e i fuorilegge – 3:18 (Alessandro Cicognini)
8. Amicizia – 1:12 (testo di Anna Racinaro e musica di Davide Cavuti interpretato da Michele Placido e Vanessa Gravina)
9. Summertime in Venice – 3:08 (testo di Carl Sigman e musica di Alessandro Cicognini interpretato da Awa Ly)
10. Umberto D. – 4:03 (Alessandro Cicognini)
11. Totò, Peppino e i fuorilegge – 4:16 (testo di Ennio Flaiano e musica di Alessandro Cicognini interpretato da Edoardo Siravo)
12. Una romantica avventura – 2:26 (testo di Gian Bistolfi e musica di Alessandro Cicognini interpretato da Antonella Ruggiero)
13. Sciuscià – 1:58 (Alessandro Cicognini)
14. Nel segreto di un fiume – 4:43 (testo di Mila Cantagallo e musica di Alessandro Cicognini 
interpretato da Sergio Rubini)

## Formazione
- Davide Cavuti - fisarmonica
- Paolo di Sabatino – pianoforte
- Marco Siniscalco – contrabbasso
- Daniele Mencarelli – basso
- Glauco Di Sabatino – batteria, percussioni
- Antonella Ruggiero – voce cantante
- Awa Ly – voce cantante
- Michele Placido – voce recitante
- Sergio Rubini – voce recitante
- Vanessa Gravina – voce recitante
- Edoardo Siravo – voce recitante